# FS Волка
FS Волка (лат. FS Lupi) — двойная затменная переменная звезда типа Алголя (EA)* в созвездии Волка на расстоянии приблизительно 587 световых лет (около 180 парсеков) от Солнца. Видимая звёздная величина звезды — от +12,5m до +11,5m. Орбитальный период — около 0,3814 суток (9,1536 часа).

## Характеристики
Первый компонент — жёлтая звезда спектрального класса F5, или G0, или G2V*. Масса — около 1,301 солнечной, радиус — около 1,33 солнечного, светимость — около 1,722 солнечной. Эффективная температура — около 5860 K.
Второй компонент — жёлтый карлик спектрального класса G. Масса — около 0,611 солнечной, радиус — около 0,85 солнечного, светимость — около 0,45 солнечной*. Эффективная температура — около 5130 K.